# Los Hidalgos (kommun)
Los Hidalgos är en kommun i Dominikanska republiken.   Den ligger i provinsen Puerto Plata, i den norra delen av landet, 180 km nordväst om huvudstaden Santo Domingo. Antalet invånare i kommunen är cirka 13 000.